# Lannoo (uitgeverij)
De naam Lannoo wordt enerzijds gebruikt om te verwijzen naar Lannoo Uitgeverij en anderzijds naar Uitgeverij Lannoo nv, waar Lannoo Uitgeverij een onderdeel van is. Uitgeverij Lannoo nv behoort tot de overkoepelende Lannoo Uitgeverij Groep. 

## Historiek
De uitgeverij en drukkerij Lannoo werd in 1909 gesticht door Joris Lannoo (1891-1971). Joris Lannoo was lid van de Vlaamse Beweging. Het oorspronkelijke logo van het bedrijf (een varende Vikingsnek) werd ontworpen door Joe English en door de jaren heen gemoderniseerd. 
Na Joris Lannoo namen Jan en Godfried Lannoo de leiding van het bedrijf over. In 1991 werd het bedrijf gesplitst in Uitgeverij Lannoo nv en Drukkerij Lannoo nv. 
Uitgeverij Lannoo nv bestond in 1991 uit twee pijlers: Lannoo Uitgeverij, die in Vlaanderen ook de distributie verzorgde van een aantal andere uitgevers, en Lannoo Graphics. Binnen de schoot van Lannoo Uitgeverij werd in 1993 de Franstalige uitgeverij Éditions Racine opgericht. In 1994 richtte de uitgeverij DistriMedia nv op voor de ontwikkeling van haar distributieactiviteiten. Godfried Lannoo nam in dat jaar ook afscheid als algemeen directeur en de algemene leiding kwam toen in handen van zijn zoon Matthias Lannoo. Vijf jaar later nam Uitgeverij Lannoo nv de Nederlandse uitgeverij Terra Zutphen bv over en kreeg met de oprichting van TerraLannoo bv voet aan de grond in Nederland. In 2003 richtte het bedrijf in Leuven een eigen wetenschappelijke uitgeverij op: LannooCampus. 
In 2010 nam het bedrijf de Nederlandse uitgeverijen Meulenhoff Boekerij en Unieboek/Het Spectrum over. Sindsdien werd opnieuw literatuur uitgegeven, een activiteit die in de tweede helft van de 20e eeuw zo goed als stil was gevallen. In 2015 nam de uitgeversgroep de Belgische uitgeverij Academia Press over.
Uitgeverij Lannoo evolueerde van geëngageerd strijdend katholiek en Vlaams naar een open, commerciële uitgeverij.

## Fondsen
Lannoo Uitgeverij geeft vooral non-fictie uit in diverse domeinen zoals toerisme, kunst, gezondheid, lifestyle, kinder- en jeugdboeken, multimedia en spiritualiteit. Ook Éditions Racine richt zich vooral op non-fictie. LannooCampus (België en Nederland) en Academia Press verzorgen de publicatie van wetenschappelijke boeken, studieboeken voor het hoger onderwijs en vakliteratuur. Uitgeverij Meulenhoff is gespecialiseerd in literaire (non-)fictie. Boekerij publiceert naast thrillers, fantasy en romans ook non-fictie. Unieboek|Het Spectrum geeft onder verschillende imprints non-fictie, kinder- en jeugdboeken en digitale producten uit.

## Lannoo Uitgeverij Groep
De Lannoo Uitgeverij Groep bestaat uit Uitgeverij Lannoo nv (België) en LannooMeulenhoff bv (Nederland). 
Momenteel overkoepelt Uitgeverij Lannoo nv de activiteiten van Lannoo Uitgeverij – met de imprints Lannoo, Racine en LannooCampus en Academia Press – Lannoo Graphics en DistriMedia.
Uitgeverij Lannoo nv heeft vestigingen in Tielt (Lannoo Uitgeverij, Lannoo Graphics en DistriMedia), Leuven (LannooCampus)), Brussel (Éditions Racine) en Gent (Academia Press).
Lannoo Meulenhoff bestaat sinds 2010 uit de Nederlandse uitgeverijen Meulenhoff Boekerij bv (gevestigd in Amsterdam), Unieboek|Het Spectrum bv en TerraLannoo bv (gevestigd in Amsterdam).
Drukkerij Lannoo maakt geen deel uit van de Lannoo Uitgeverij Groep.

## Verwijzingen
1. ↑  M.-A. Wilssens, R. Vanlandschoot en M. Reynebeau, De toekomst is al begonnen. 100 jaar Uitgeverij Lannoo. Het verhaal van een voorzichtige durver. Lannoo, Tielt, ISBN 978 90 209 8637 2.